# Medo

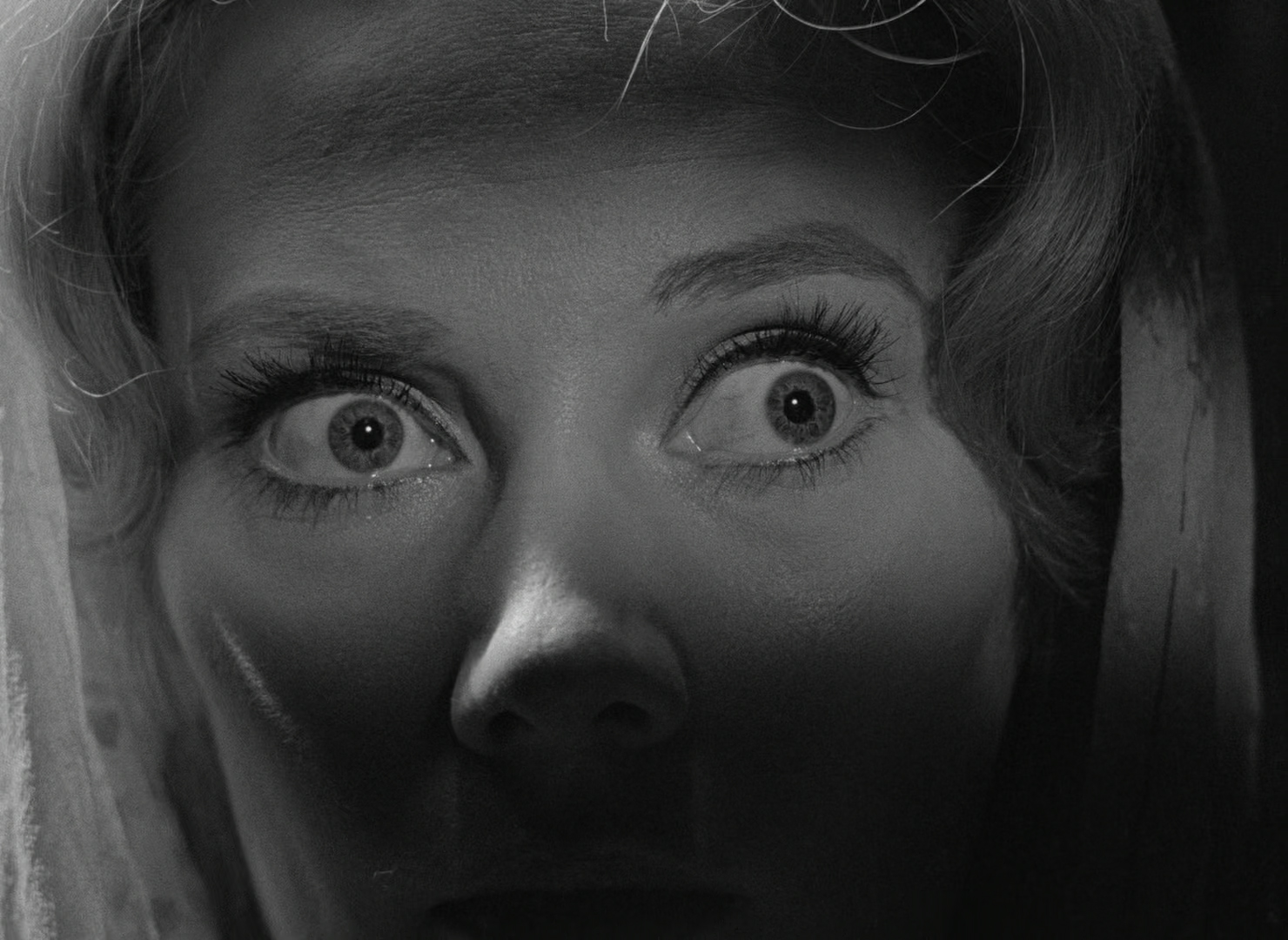
O medo provoca reações físicas facilmente observáveis.

O medo é uma sensação que proporciona um estado de alerta demonstrado pelo receio de fazer alguma coisa, geralmente por se sentir ameaçado, tanto fisicamente como psicologicamente. Pavor é a ênfase do medo.
É também uma reação obtida a partir do contato com algum estímulo físico ou mental (interpretação, imaginação, crença) que gera uma resposta de alerta no organismo. Esta reação inicial dispara uma resposta fisiológica.
A resposta anterior ao medo é conhecida por ansiedade. Na ansiedade o indivíduo teme antecipadamente o encontro com a situação ou objeto que possa lhe causar algum mal. Sendo assim, é possível se traçar uma escala de graus de medo, no qual, o máximo seria o pavor e, o mínimo, uma leve ansiedade.
O medo pode se transformar em uma doença (a fobia) quando passa a comprometer as relações sociais e a causar sofrimento psicológico. A técnica mais utilizada pelos psicólogos para tratar o medo se chama Dessensibilização Sistemática. Com ela se constrói uma escala de medo, da leve ansiedade até o pavor, e, progressivamente, o paciente vai sendo encorajado a enfrentar o medo. Ao fazer isso o paciente passa, gradativamente, por um processo de reestruturação cognitiva em que ocorre uma reaprendizagem, ou ressignificação, da reação que anteriormente gerava a resposta de alerta no organismo para uma reação mais equilibrada.

## Medo nas religiões

### Medo no cristianismo

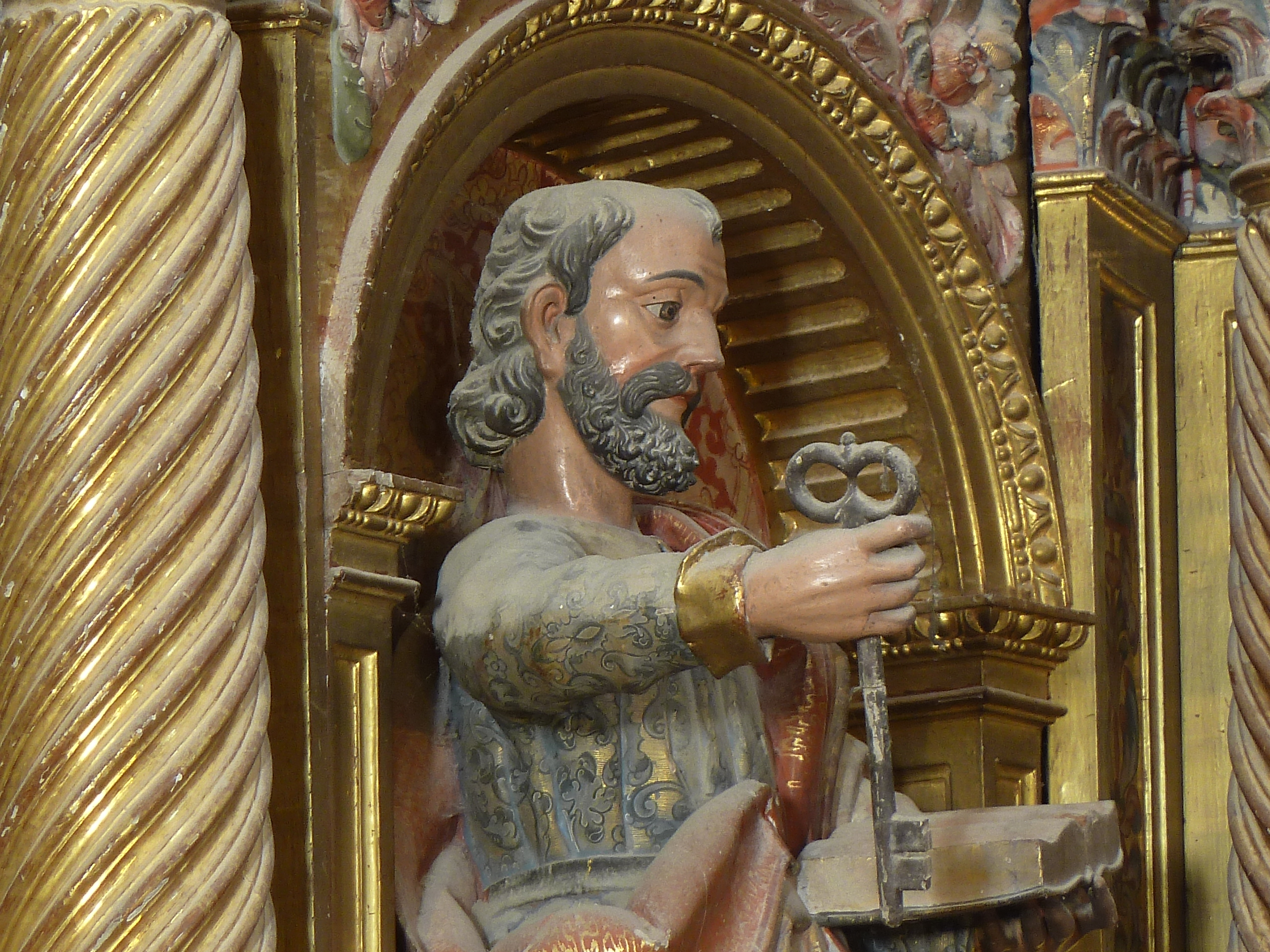
Constantemente, no cristianismo, Pedro é visto como uma figura de coragem, entretanto também demonstrou medo ao vacilar nas águas

A questão do medo no cristianismo é um tema bastante pertinente aparecendo desde o livro de Gêneses, quando Adão se esconde de Deus afirmando ter temido a presença Deste, e indo de encontro com os diálogo de Jesus com os discípulos como é possível se observar no Evangelho de Mateus.
De maneira geral a Bíblia trata o medo original como sendo um fruto do pecado que causa desconfiança no Senhor, conforme observada em seu surgimento na história de Adão e na repreensão de Cristo ao dizer que seus discípulos eram "homens de pouca fé". Porém nem sempre um medo é abordado sobre esta perspectiva, sendo evidente no livro de Provérbios, por exemplo, que um medo racional que demonstra respeito aquilo que está além do homem(No caso Deus) sendo o princípio da sabedoria.
Do toda forma, não é difícil encontrar profetas que demonstre medo diante de situações complicadas, conforme é visto no caso de Elias, por exemplificação, onde ao ser ameaçado por Jezebel com este fugindo para Horebe. Tal ato é tido como uma falta de confiança nos cuidados de Deus para com ele até então com ele desenvolvendo coragem ao aprender a confiar nos desígnios do Senhor.
De modo semelhante Cristo aponta para uma confiança no poder provedor de Deus quando realiza seu sermão sobre as aves registrado novamente no Evangelho de Mateus pedindo para os ouvintes que não se apegassem aos seus medos quando se tratasse em analisar o curso da vida, pois estes seriam incapazes de mudar alguma coisa.
Além desses registros existem os textos dos santos frequentemente usados pelas instituições religiosas Católicas, tal como a história de Francisco de Sales, comumente chamado de "Santo da Amabilidade" onde seu maior medo era tido como um fruto de uma certeza da condenação eterna por parte de seu Deus. Tamanho destino causou alterações em seu comportamento usual, com ele perdendo apetite, sofrendo de insônia e chegando a pensar que poderia enlouquecer por conta disto.
Porém seu ato de fé e humildade ao reconhecer que não era ele digno de julgar quem deveria ir ao paraíso ou não, o dever dele se restringia somente em sua analise interna do coração. Portanto o amor a Deus deveria ser maior do que o temor dele pelo mesmo.
Este relato de Francisco Sales demonstra o medo da condenação divina e ao longa da história isto é visto bastante nas culturas, sobretudo a romana. Já que estes eram bastante religiosos em tudo quanto faziam, desde as guerras até mesmo a política. Nessa perspectiva o hábito de interpretar "maus presságios" deveriam ser comumente empregados e algum evento trágico na vida do individuo poderia ser facilmente interpretado como um castigo divino pela negligência ao fazer alguma cerimônia ritualística ou na interpretação dos sinais. Evidentemente, de certo modo, muito do mundo ocidental tem como herança as ideias romanas e dessa maneira seus medos e interpretações religiosas também.

## Origens
Enquanto que, por exemplo, há alguns tipos de medo que surgem através da aprendizagem, como quando uma criança cai num poço e se esforça violentamente para de lá sair, sofrendo devido ao frio da água e à aflição; esta criança originará um adulto que guarda um medo instintivo aos poços, há no entanto outros gêneros de medos que são comuns nas espécies, e que surgiram através da evolução, marcando um aspeto da reminiscência comportamental. Do ponto de vista da psicologia evolutiva, medos diferentes podem na realidade ser diferentes adaptações que têm sido úteis no nosso passado evolutivo. Diferentes medos podem ter sido desenvolvidos durante períodos de tempo diferentes. 
Alguns medos, como o medo de alturas, parece ser comum a todos os mamíferos e desenvolveu-se durante o período Mesozoico, quando a maioria dos mamíferos não era maior que um rato, e se escondia durante o dia, saindo apenas à noite, para evitar os dinossauros predadores. Outros medos, como o medo de serpentes, pode ser comum a todos os símios e desenvolveu-se durante o período Cenozoico, época em que o medo natural de animais predadores como leões, tigres, lobos, ursos e hienas como também de herbívoros agressivos como elefantes, búfalos,  hipopótamos e rinocerontes havia surgido. 
Ainda outros medos, como o medo de ratos e insetos, pode ser único para os seres humanos e desenvolvidos durante o Paleolítico e Neolítico, períodos de tempo em que os ratos e insetos tornam-se portadores de doenças infecciosas importantes e prejudiciais para as culturas e alimentos armazenados. 
O medo é um mecanismo de aprendizagem, mas também evolutivo de sobrevivência da espécie, e do indivíduo particularmente.

## Nas Artes
Nas obras de ficção, da Literatura ao Cinema e à Pintura, por exemplo, o medo é não só matéria-prima das narrativas como também, por vezes, o tema da própria obra. Stefan Zweig, por exemplo, escreveu "O Medo" e analisou, até no sentido psicanalítico, o grau de perigosidade mas também a resposta adequada para vencer o medo. Kubrick, explorou a sensação do medo - das personagens e dos espectadores - em filmes como "The Shining" ou "Laranja Mecânica", já para não invocarmos o incontornável Hitchcock. Igualmente incontornável, na pintura, é Edvard Munch com o seu quadro "O Grito".